# مكتبة المسجد الأقصى

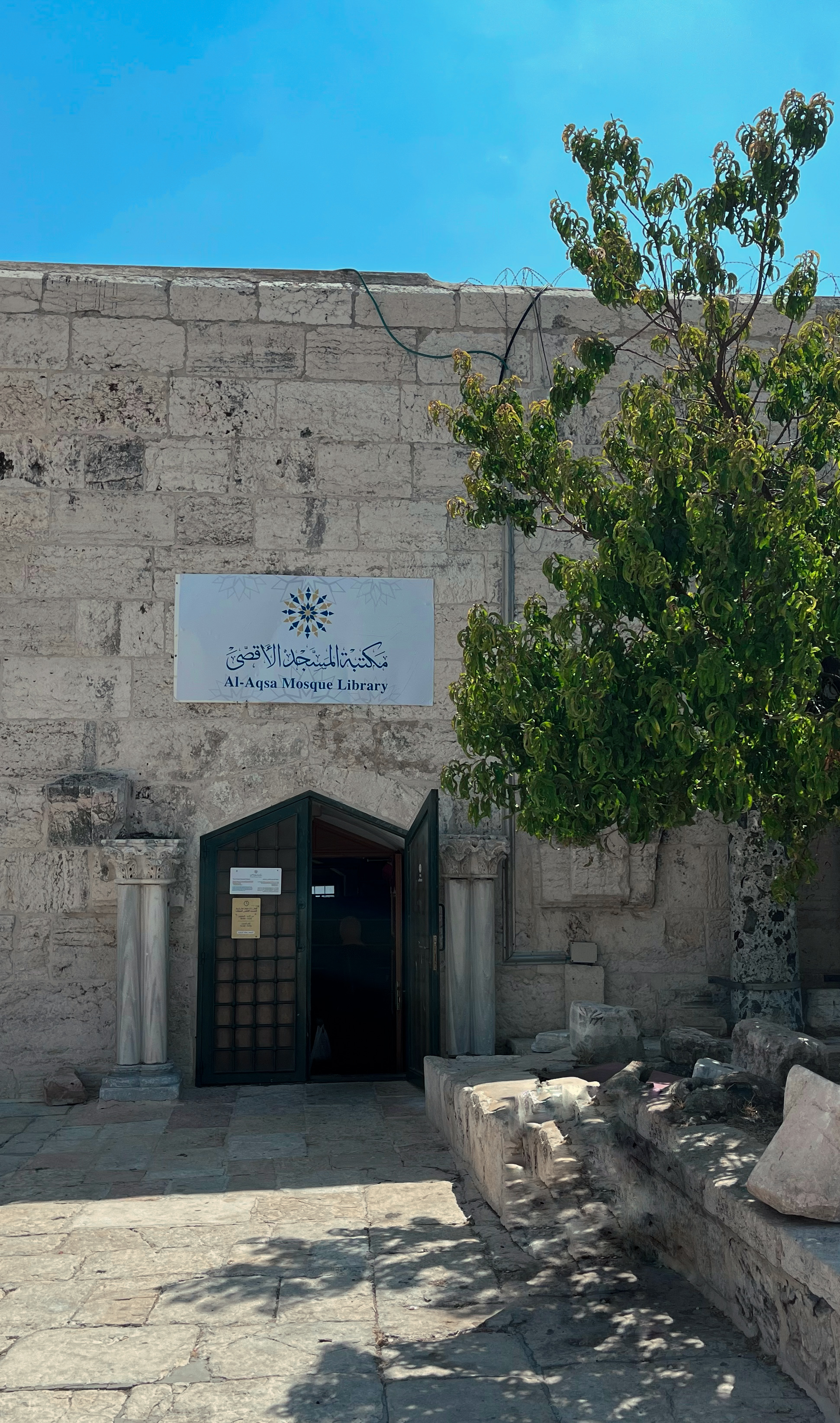
مكتبة المسجد الأقصى.

تقع مكتبة المسجد الأقصى في الجزء الغربي منه بجانب المسجد القبلي؛ بين المصلى القبلي والمتحف الإسلامي، يعود تاريخ بنائها إلى العهد الصليبي حيث بنيت ككنيسة داخل المسجد. وبعد تحرير القدس على يد صلاح الدين، تم تطهيرها وخصص قسم منها كمصلى للنساء، وحول قسم آخر إلى مكتبة ومستودع للمسجد الأقصى. افتتحت المكتبة سنة 1922م.

## لمحة تأريخيّة موجزة
تذكر المصادر المبكرة العديد من المعلومات حول تاريخ خزائن الكتب في المسجد الأقصى؛ فهي تعود إلى القرنين الثالث والرابع الهجريّين. يشير ابن الفقيه (ت 340 هـ/ 951 م) في كتابه 'البلدان' أنّ للأقصى في زمنه ستّة عشر تابوتًا (صندوقًا) للمصاحف المسبلة. أمّا ما ورد في كتاب 'العقد الفريد' لابن عبد ربّه (ت 368 هـ/ 951 م) أنّ في المسجد الأقصى سبعين مصحفًا. وقد تطوّرت خزائن الكتب في المسجد الأقصى وتوسّعت على مدار القرون الماضية، أو تضاءلت. ولعلّ أقسى ضربة تعرّضت لها كانت زمن الاحتلال الفرنجي عام 492 هـ/ 1099 م، حيث دُمّرت مدارس عديدة وأُحرقت المصاحف والكتب. الأمر الّذي أودى بالعديد من الكتب والمصادر المهمّة. كذلك تشير بعض المصادر إلى التّحوّل السّلبيّ الّذي شهدته المكتبة في أواخر العهد العثمانيّ حيث حولت معه المكتبة إلى مخزن للقناديل والأسرجة التي كان يضاء بها المسجد الأقصى.
أمّا فيما يتعلّق في عصر ازدهار المكتبة فقد شهد القرن السادس الهجري -طبقاً للمصادر التاريخية- تبلور ملامح جديدة للحركة المكتبية في فلسطين عامة، والقدس خاصة، إذ شهد عصر الأيوبيين والمماليك نهضة علمية كبيرة وحركة فكرية تمثلت في مظاهر متعددة، منها البدء في إنشاء المدارس. وكثرة إنشاء المساجد وتعميرها. الأمر الّذي ربّما ما يشير إلى أن هذه الفترة تعد فترة «الذّروة» أو الازدهار في مكتبة المسجد الأقصى، التي شهدت، اهتماماً ملحوظاً في بداية الحكم العثماني، في القدس والمسجد الأقصى، لكن هذا الازدهار ما لبث إلّا أن عاد ليشهد تراجع، نتيجة للوضع السّياسيّ الّذي شهدته الدولة العثمانية، مع ارتفاع وتيرة الوجود الأوروبي السياسي والاقتصادي في القدس والمنطقة، ما انعكس سلباً على القدس ومكتبة المسجد الأقصى من حيث ثراء وتطوّر الكتب فيها.

## تاريخ إنشاء المكتبة الحديث
يعود تأسيس مكتبة المسجد الأقصى إلى عام 1922، وذلك على يد المجلس الإسلامي الشرعي الأعلى برئاسة مفتي فلسطين، الحاج أمين الحسيني، حيث كانت تحمل اسم "دار كتب المسجد الأقصى" وكان مقرّها القبة النحوية، ثمّ نُقِلَت بعد ذلك إلى المدرسة الأسعردية، ثمّ إلى المتحف الإسلاميّ عام 1929، حيث بقيت مخزونة فيه ومغلقة مدّة خمسة عقود، إذ أعاق احتلال فلسطين على يد الإنجليز ثمّ العصابات الصهيونية تطوّرها. وعام 1977، أعادت دائرة الأوقاف في القدس إحياءها، حيث نُقِلَتْ مجموعة المكتبة من المتحف الإسلاميّ إلى الطبقة الأرضيّة من المدرسة الأشرفية الأثرية، لتستقرّ أخيرًا في مبنيي المدرسة الختنية ومسجد النساء منذ عام 2000.
جمعت الكتب التي كانت مخزنة في المتحف الإسلامي، تحت اسم مجموعة مستقلة: دار كتب المسجد الأقصى التي رفدتها بعض الأسر المقدسية بأعداد كبيرة من الكتب تبرعت بها، لتجمع بعد ذلك في مبنى المدرسة الأشرفية التي بنيت في عهد السلطان قايتباي سنة 886 هجرية (1475 ميلادية). ونقلت هذه المقتنيات إلى مقر المكتبة نفسه الموجود في الوقت الحاضر -حتّى تأريخ نشر المقال-.

### موقع المكتبة
فيما يتعلّق بالموقع الجغرافيّ لمكتبة المسجد الأقصى فهي تقع في الجزء الغربي منه وتعتبر امتدادا للمسجد القبلي، ويعود تاريخ بنائها إلى العهد الصليبي حيث بنيت ككنيسة داخل المسجد. وبعد تحرير القدس على يد صلاح الدين، تم تخصيصها كمصلى للنساء، وحول قسم منه اليوم إلى مكتبة ومستودع للمسجد الأقصى.

### محتويات المكتبة
تضم المكتبة حتّى تاريخ نشر المقالة أكثر من 120 ألف كتاب متنوّع من حيث الموضوعات؛ الّتي تندرج تحت العديد من الموضوعات والعناوين؛ على سبيل المثال لا الحصر: كتب التّصوّف، اللّغة العربيّة، السّياسية، التأريخ، الأدب والعديد من المواضيع الأخرى. تشير مراجع أخرى إلى أنّ مكتبة المسجد الاقصى على أكثر من 4000 مخطوطة بلغات متعدّدة، كما وتحتوي على آلاف الكتب والمجلّات التاريخيّة والحديثة. يقدّر عدد المطبوعات الحديثة بحوالي 160 ألف كتاب في شتى المواضيع.
يذكر الشيخ خضر إبراهيم سلامة الذي تولى أمانتها في عقدي الثمانينيات والتسعينيات من القرن العشرين، هناك مشروع يعمل على إعداد فهرس من ثلاثة أجزاء يحمل عنوان «فهرس مخطوطات مكتبة المسجد الأقصى»، صدر الجزء الأول منه في القدس عن دائرة الأوقاف الإسلامية عام 1980، وأعيدت طباعته في 1983. وهو العام الذي صدر فيه الجزء الثاني عن المجمع الملكي لبحوث الحضارة الإسلامية التابع لمؤسسة آل البيت في الأردن، بينما صدر الثالث عن مؤسسة الفرقان في لندن. أمّا فيما يتعلّق في مكتبات القدس فلم تتأسس بشكل منظم إلا في بدايات القرن العشرين، وأن مكتبة المسجد الأقصى تضم مجموعتين أساسيتين: أولاً: بقايا مخطوطات الشيخ محمد الجليلي، مفتي الشافعية، وعددها نحو 600 مخطوطة. ثانياً: بقايا مخطوطات دار كتب المسجد الأقصى، وعددها بحسب ما ينتهي به الجزء الثالث 658 عنواناً. كما شهدت منذ 1998 نمواً واضحاً في عدد كتبها.

#### أقدم المخطوطات
تبين الوثائق والمراجع التاريخية، أنه يرجع تاريخ أقدم مخطوط تقتنيه المكتبة، إلى القرن السادس الهجري، وهو للخطيب البغدادي المتوفى عام 463 هـ (1071 ميلادية).

#### مخطوطات من العصر الحديث
في دراسة نشرها الدكتور حامد الشافعي دياب، عام 1998 تحت عنوان «مكتبة المسجد الأقصى ماضيها وحاضرها»، أن عدد مقتنيات المكتبة من الكتب العربية بلغ (حتى عام 1998) 20350 كتاباً، وقدر مجموع الكتب المطبوعة بالإنجليزية بنحو 400 كتاب، ترجع طباعة بعضها إلى عام 1820. أما الكتب الفرنسية فقدرت بنحو 500 كتاب، ويرجع بعضها إلى أوائل القرن 19، وهي تحتوي على مجموعة قيمة من كتب الآثار الإسلامية، ومجموعة أخرى عن الأخشاب والحجر والرخام والمصابيح والقناني الزجاجية والنحاسيات التي صنعت في العصر الأيوبي. وأشار الباحث إلى أن المكتبة ضمت أيضاً كتباً باللغة التركية بلغ مجموعها 1000 كتاب، وهي مطبوعة بالحروف العربية، لافتاً إلى أن جميع مخطوطات المكتبة مكتوبة على «الكاغد»، وتتناول موضوعات شتى، ومصادرها: مخطوطات الشيخ [[محمد الخليلي، مخطوطات الشيخ خليل الخالدي التي نقلت إليها من مكتبتيهما عام 1978. وتقدر مخطوطات الأولى بـ350 مخطوطة، والثانية بـ100 مخطوطة.

## أقسام المكتبة

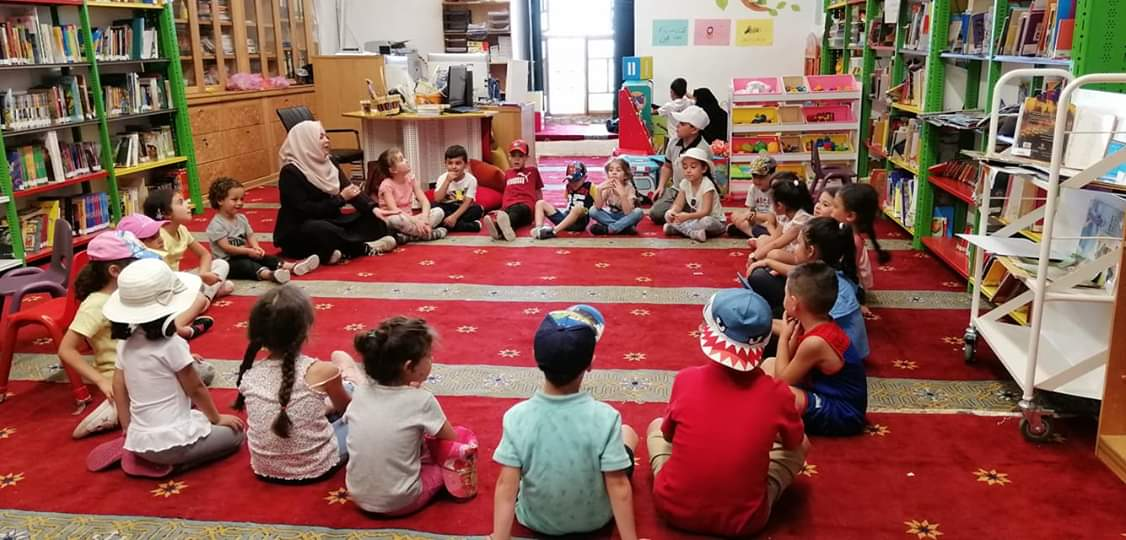
مكتبة الأطفال في المسجد الأقصى

تنقسم المكتبة إلى ثلاث أقسام من حيث الكتب، المخطوطات: الأوّل المكتبة العامّة ويقع بين المُصلّى القبليّ والمتحف الإسلاميّ ويشمل قسم العلوم الانسانية والفلسطينيات ، ويضمّ نحو 110 ألف كتاب في العلوم المختلفة، ومكتبة الأطفال التي تضمّ أكثر من 9 آلاف كتاب، الذي أنشئ حديثًا ليلبّي احتياجات الأطفال من عمر السّنة حتى الخامسة عشرة. أما القسم الأخير فيقع أسفل المصلى القبلي ويسمى المكتبة الختنية، ويشمل قسم اللغة العربية وآدابها والعلوم الشرعية. كذلك يشتمل على مكتبة المخطوطات التي تضمّ 1143 مخطوطًا، تعود في غالبيّتها إلى الفترة العثمانية.
يحتوي المسجد الأقصى يضمّ 2200 مخطوطة؛ منها ما هو في المتحف الإسلاميّ، ومنها ما هو في مركز ترميم المخطوطات، والقسم الأكبر في المكتبة؛ إذ أُخْرِجَت المخطوطات من المخازن ورُمِّمَ ما يحتاج إلى ترميم وترتيب، وهي تحفظ في غرف ذات درجة حرارة مناسبة للحفاظ على المخطوطات.هذه المخطوطات تساعد الباحثين في تحديد المخطوطات التي يحتاجونها في أبحاثهم، كما أنّهم يوفّرون خدمة 'الدلالة'، أي إرشاد الطالب أو الباحث إلى مكان المخطوطة التي يريد، سواء كان في المسجد الأقصى أم في مكتبات أخرى خارجه.

## وصلات خارجية
- موقع المكتبة الرسمي.